# Pseudelydna rufoflava
Pseudelydna rufoflava är en fjärilsart som beskrevs av Walker 1856. Pseudelydna rufoflava ingår i släktet Pseudelydna och familjen trågspinnare. Inga underarter finns listade i Catalogue of Life.